# О’Нил, Пол Генри
Пол Генри О’Нил (англ. Paul Henry O'Neill; 4 декабря 1935 — 18 апреля 2020) — американский политический и государственный деятель; 72-й министр финансов США. Был уволен с должности за несогласие и критику действий администрации Джорджа Буша-младшего.

## Биография
Пол О’Нил родился в Сент-Луис, штат Миссури. Долгое время проживал с родителями на военной базе. В 1954 году окончил среднюю школу Анкориджа, где познакомился со своей будущей женой. В 1961 году О’Нил получает степень бакалавра экономики в Университете штата Калифорния во Фресно, затем магистра государственного управления в Индианском университете в Блумингтоне. С 1961 по 1967 год О’Нил работал аналитиком компьютерных систем в администрации Совета ветеранов США, с 1974 по 1977 год занимал пост заместителя директора Административно-бюджетного управления США.
В 1976 году Пола О’Нила приняли в лесопромышленную компанию International Paper, в которой он с 1977 по 1985 год занимал пост вице-президента, а с 1985 по 1987 год пост президента. В 1987—2000 председатель совета директоров, в 1987—1999 также генеральный директор металлургической компании Alcoa.
В 1988 году президент Джордж Буш-старший предложил О’Нилу возглавить министерство обороны США, но получил отказ. Тогда Буш назначил Пола О’Нила председателем консультативной группы по проблемам образования.
В 1997—2000 председатель совета директоров RAND Corporation.
В 2001 году Джордж Буш-младший утвердил Пола О’Нила на пост министра финансов США. В 2002 году в докладе, представленным им, министр финансов объявил, что Федеральный бюджет Соединённых Штатов в будущем столкнётся с дефицитом в 500 млрд долларов. Также, он отметил, что чрезмерное повышение налогов и сокращение расходов поможет отчасти справиться с дефицитом. Но распри О’Нила с президентом Бушем, по поводу сокращения налогов и увеличения расходов на военные действия в Ираке, привели к его увольнению.